# Parakai
Parakai è una città nell'Isola del Nord della Nuova Zelanda, situata 43 chilometri a nord-ovest di Auckland, vicino all'estremità meridionale del porto di Kaipara. Helensville si trova a circa 3 km a sud-est e Waioneke a 22 km a nord-ovest.